# Erik de Bruin
Pour les articles homonymes, voir De Bruin.
Erik de Bruin (né le 25 mai 1963 à Hardinxveld-Giessendam) est un athlète néerlandais spécialiste du lancer du poids et du lancer du disque.

## Biographie
Participant à deux reprises aux Jeux olympiques, il se classe huitième du lancer du poids en 1984 et neuvième du lancer du disque en 1988. Deuxième des Championnats du monde universitaires de 1989, il décroche la médaille d'argent du lancer du disque lors des Championnats d'Europe de 1990 se déroulant à Split, s'inclinant de douze centimètres seulement face à l'Est-allemand Jürgen Schult. En 1991, Erik de Bruin se classe deuxième des Championnats du monde de Tokyo (65,82 m) derrière l'Allemand Lars Riedel (66,20 m).
Il a possédé le record des Pays-Bas du lancer du poids de 1986 à 2005 et détient par ailleurs depuis 1991 l'actuel record national du lancer du disque avec 68,12 m.
En 1993, Erik de Bruin est suspendu quatre ans par l'IAAF pour usage illégal de testostérone.
Il est le mari et l'ancien entraineur de la nageuse irlandaise Michelle Smith.

## Palmarès
| Date | Compétition           | Lieu  | Place | Épreuve |
| ---- | --------------------- | ----- | ----- | ------- |
| 1990 | Championnats d'Europe | Split | 2e    | Disque  |
| 1991 | Championnats du monde | Tokyo | 2e    | Disque  |